# Trapani Shark 2025-2026
Questa voce raccoglie le informazioni riguardanti la Trapani Shark nelle competizioni ufficiali della stagione 2025-2026.

## Verdetti stagionali
Competizioni nazionali
- Serie A:

stagione regolare: da disputare
Competizioni internazionali
- Basketball Champions League:

stagione regolare: da disputare

## Stagione
La stagione 2025-2026 del Trapani Shark, è la 2ª nel massimo campionato italiano di pallacanestro, la Serie A.
Per la composizione del roster si decise di confermare per la scelta della formula con 6 giocatori stranieri senza vincoli.
La stagione sportiva inizia con il ritiro a Kranjska Gora e la partecipazione ai tornei Memorial Pajetta ad Udine ed al  Memorial Gianni Brusinelli, in programma a Trento.
La stagione agonistica vedrà la società scontare una penalizzazione di 4 punti in classifica a causa di illeciti amministrativi.

## Divise di gioco
Il fornitore ufficiale di materiale tecnico per la stagione 2025-2026 è Macron.
| Casa | Trasferta |

## Organigramma societario
Dal sito internet della società.
Area dirigenziale
- Presidente: Valerio Antonini
- Direttore sportivo: Valeriano D'Orta
- Segretario generale: Dario Gentile
- Responsabile arbitri: Enrico Sabetta

General counsel
- Avvocato: Roberto Schifani
- Commercialista: Francesco Vulpetti

Area tecnica
- Allenatore: Jasmin Repeša
- 1°assistente: Ivica Skelin
- 2°assistente: Alex Latini

- Player develolopment coach: Darryl Middleton
- Responsabile Area Performance: Jakov Kosovac
- Team Manager: Sebastiaan Ogliari
- Responsabile settore giovanile: Sergio Solina
- Preparatore atletico: Salvatore Sorrentino

Area medica
- Responsabile Area sanitaria: Claudio Fici
- Medico sociale: Salvatore De Caro
- Medico dello sport: Francesco Saluto
- 1°Fisioterapista: Marco Madau
- 2°Fisioterapista: Simone Di Vita
- Osteopata: Pino Giliberto

## Roster
- Ultimo aggiornamento: 3 agosto 2025.

| Trapani Shark | Trapani Shark |
| Giocatori     | Staff tecnico |
| ------------- | ------------- |

| N. | Naz.                                                | Ruolo | Nome                   | Anno | Alt.   | Peso   |  |
| -- | --------------------------------------------------- | ----- | ---------------------- | ---- | ------ | ------ |  |
| 0  | Italia (bandiera)                                   | P     | Alessandro Cappelletti | 1995 | 186 cm | 85 kg  |  |
| 00 | Camerun (bandiera) · Italia (bandiera)              | AC    | Paul Eboua             | 2000 | 202 cm | 97 kg  |  |
| 1  | Stati Uniti (bandiera)                              | PG    | JD Notae               | 1998 | 188 cm | 88 kg  |  |
| 3  | Stati Uniti (bandiera)                              | P     | Jordan Ford            | 1998 | 185 cm | 80 kg  |  |
| 5  | Stati Uniti (bandiera) · Italia (bandiera)          | PG    | Ryan Arcidiacono       | 1994 | 191 cm | 88 kg  |  |
| 6  | Italia (bandiera)                                   | G     | Riccardo Rossato       | 1996 | 189 cm | 85 kg  |  |
| 7  | Bosnia ed Erzegovina (bandiera) · Italia (bandiera) | AG    | Amar Alibegović (C)    | 1995 | 203 cm | 109 kg |  |
| 9  | Stati Uniti (bandiera)                              | AP    | Timmy Allen            | 2000 | 198 cm | 95 kg  |  |
| 11 | Stati Uniti (bandiera) · Italia (bandiera)          | GA    | John Petrucelli        | 1992 | 191 cm | 82 kg  |  |
| 15 | Mali (bandiera)                                     | C     | Adama Sanogo           | 2002 | 206 cm | 111 kg |  |
| 20 | Stati Uniti (bandiera)                              | AG    | Matthew Hurt           | 2000 | 206 cm | 107 kg |  |
|    | Germania (bandiera)                                 | C     | Tibor Pleiß            | 1989 | 218 cm | 122 kg |  |
|    | Italia (bandiera) · Venezuela (bandiera)            | GA    | Fabrizio Pugliatti     | 2004 | 200 cm | 85 kg  |  |

| Allenatore                                                                               |
| - Jasmin Repeša                                                                          |
| Assistente/i                                                                             |
| - Ivica Skelin - Alex Latini Legenda - (C) Capitano - (IN) Inattivo - Infortunato Roster |

## Mercato

### Sessione estiva
| P  | Alessandro Cappelletti | Dinamo Sassari   | definitivo    |
| P  | Jordan Ford            | Aquila Trento    | definitivo    |
| PG | Ryan Arcidiacono       | Windy City Bulls | definitivo    |
| GA | Fabrizio Pugliatti     | LUISS Roma       | fine prestito |
| AP | Timmy Allen            | Ostenda          | definitivo    |
| AG | Matthew Hurt           | SE Melb. Phoenix | definitivo    |
| C  | Tibor Pleiß            | Panathīnaïkos    | fine prestito |
| C  | Adama Sanogo           | Windy City Bulls | definitivo    |

| Cessioni | Cessioni          | Cessioni         | Cessioni       | Cessioni |
| R.       | Nome              | a                | Modalità       |          |
| -------- | ----------------- | ---------------- | -------------- | -------- |
| P        | Justin Robinson   | Paris            | recessione     |          |
| PG       | Stefano Gentile   | Napoli Basket    | fine contratto |          |
| G        | Langston Galloway | Esenler Erokspor | fine contratto |          |
| AP       | Marco Mollura     | Scafati Basket   | fine contratto |          |
| A        | Gabe Brown        | Strasburgo       | fine contratto |          |
| A        | Akwasi Yeboah     | Trabzonspor      | fine contratto |          |
| C        | Chris Horton      | Reyer Venezia    | fine contratto |          |
| C        | Derek Ogbeide     | Free agent       | fine contratto |          |

## Risultati

### Serie A

#### Girone di andata
| Trieste 5 ottobre 2025 1ª giornata       | Pall. Trieste | –             | Trapani Shark | PalaTrieste |
| Israel González Allenatori Jasmin Repeša |               |               |               |             |
|                                          |               |               |               |             |
| Israel González                          | Allenatori    | Jasmin Repeša |               |             |

| Trapani 12 ottobre 2025 2ª giornata    | Trapani Shark | –             | Reyer Venezia | PalaShark |
| Jasmin Repeša Allenatori Neven Spahija |               |               |               |           |
|                                        |               |               |               |           |
| Jasmin Repeša                          | Allenatori    | Neven Spahija |               |           |

| Desio 19 ottobre 2025 3ª giornata       | Pall. Cantù | –             | Trapani Shark | PalaDesio |
| Nicola Brienza Allenatori Jasmin Repeša |             |               |               |           |
|                                         |             |               |               |           |
| Nicola Brienza                          | Allenatori  | Jasmin Repeša |               |           |

| Casale Monferrato 26 ottobre 2025 4ª giornata | Derthona Basket | –             | Trapani Shark | PalaFerraris |
| Mario Fioretti Allenatori Jasmin Repeša       |                 |               |               |              |
|                                               |                 |               |               |              |
| Mario Fioretti                                | Allenatori      | Jasmin Repeša |               |              |

| Trapani 2 novembre 2025 5ª giornata     | Trapani Shark | –              | Brescia | PalaShark |
| Jasmin Repeša Allenatori Matteo Cotelli |               |                |         |           |
|                                         |               |                |         |           |
| Jasmin Repeša                           | Allenatori    | Matteo Cotelli |         |           |

| Napoli 5 novembre 2025 6ª giornata        | Napoli Basket | –             | Trapani Shark | PalaBarbuto |
| Alessandro Magro Allenatori Jasmin Repeša |               |               |               |             |
|                                           |               |               |               |             |
| Alessandro Magro                          | Allenatori    | Jasmin Repeša |               |             |

| Trapani 9 novembre 2025 7ª giornata       | Trapani Shark | –                | Vanoli Cremona | PalaShark |
| Jasmin Repeša Allenatori Pierluigi Brotto |               |                  |                |           |
|                                           |               |                  |                |           |
| Jasmin Repeša                             | Allenatori    | Pierluigi Brotto |                |           |

| Assago 16 novembre 2025 8ª giornata     | Olimpia Milano | –             | Trapani Shark | Mediolanum Forum |
| Ettore Messina Allenatori Jasmin Repeša |                |               |               |                  |
|                                         |                |               |               |                  |
| Ettore Messina                          | Allenatori     | Jasmin Repeša |               |                  |

| Trapani 23 novembre 2025 9ª giornata      | Trapani Shark | –                | Pall. Reggiana | PalaShark |
| Jasmin Repeša Allenatori Dimitris Priftis |               |                  |                |           |
|                                           |               |                  |                |           |
| Jasmin Repeša                             | Allenatori    | Dimitris Priftis |                |           |

| Treviso 7 dicembre 2025 10ª giornata      | Universo Treviso | –             | Trapani Shark | PalaVerde |
| Alessandro Rossi Allenatori Jasmin Repeša |                  |               |               |           |
|                                           |                  |               |               |           |
| Alessandro Rossi                          | Allenatori       | Jasmin Repeša |               |           |

| Trapani 14 dicembre 2025 11ª giornata      | Trapani Shark | –                 | Amici Pall. Udinese | PalaShark |
| Jasmin Repeša Allenatori Adriano Vertemati |               |                   |                     |           |
|                                            |               |                   |                     |           |
| Jasmin Repeša                              | Allenatori    | Adriano Vertemati |                     |           |

| Sassari 21 dicembre 2025 12ª giornata    | Dinamo Sassari | –             | Trapani Shark | PalaSerradimigni |
| Massimo Bulleri Allenatori Jasmin Repeša |                |               |               |                  |
|                                          |                |               |               |                  |
| Massimo Bulleri                          | Allenatori     | Jasmin Repeša |               |                  |

| Trapani 28 dicembre 2025 13ª giornata      | Trapani Shark | –                 | Pall. Varese | PalaShark |
| Jasmin Repeša Allenatori Iōannīs Kastritīs |               |                   |              |           |
|                                            |               |                   |              |           |
| Jasmin Repeša                              | Allenatori    | Iōannīs Kastritīs |              |           |

| Bologna 4 gennaio 2025 14ª giornata     | Virtus Bologna | –             | Trapani Shark | Virtus Segafredo Arena |
| Duško Ivanovic Allenatori Jasmin Repeša |                |               |               |                        |
|                                         |                |               |               |                        |
| Duško Ivanovic                          | Allenatori     | Jasmin Repeša |               |                        |

| Trapani 11 gennaio 2025 15ª giornata    | Trapani Shark | –              | Aquila Trento | PalaShark |
| Jasmin Repeša Allenatori Paolo Galbiati |               |                |               |           |
|                                         |               |                |               |           |
| Jasmin Repeša                           | Allenatori    | Paolo Galbiati |               |           |

#### Girone di ritorno
| Trapani 18 gennaio 2026 16ª giornata     | Trapani Shark | –               | Pall. Trieste | PalaShark |
| Jasmin Repeša Allenatori Israel González |               |                 |               |           |
|                                          |               |                 |               |           |
| Jasmin Repeša                            | Allenatori    | Israel González |               |           |

| Venezia 25 gennaio 2026 17ª giornata   | Reyer Venezia | –             | Trapani Shark | Palasport Taliercio |
| Neven Spahija Allenatori Jasmin Repeša |               |               |               |                     |
|                                        |               |               |               |                     |
| Neven Spahija                          | Allenatori    | Jasmin Repeša |               |                     |

| Trapani 1 febbraio 2026 18ª giornata      | Trapani Shark | –                | Napoli Basket | PalaShark |
| Jasmin Repeša Allenatori Alessandro Magro |               |                  |               |           |
|                                           |               |                  |               |           |
| Jasmin Repeša                             | Allenatori    | Alessandro Magro |               |           |

| Reggio Emilia 8 febbraio 2026 19ª giornata | Pall. Reggiana | –             | Trapani Shark | PalaBigi |
| Dimitris Priftis Allenatori Jasmin Repeša  |                |               |               |          |
|                                            |                |               |               |          |
| Dimitris Priftis                           | Allenatori     | Jasmin Repeša |               |          |

| Trapani 15 febbraio 2026 20ª giornata     | Trapani Shark | –                | Universo Treviso | PalaShark |
| Jasmin Repeša Allenatori Alessandro Rossi |               |                  |                  |           |
|                                           |               |                  |                  |           |
| Jasmin Repeša                             | Allenatori    | Alessandro Rossi |                  |           |

| Brescia 8 marzo 2025 21ª giornata       | Brescia    | –             | Trapani Shark | PalaLeonessa |
| Matteo Cotelli Allenatori Jasmin Repeša |            |               |               |              |
|                                         |            |               |               |              |
| Matteo Cotelli                          | Allenatori | Jasmin Repeša |               |              |

| Trapani 15 marzo 2024 22ª giornata      | Trapani Shark | –              | Derthona Basket | PalaShark |
| Jasmin Repeša Allenatori Mario Fioretti |               |                |                 |           |
|                                         |               |                |                 |           |
| Jasmin Repeša                           | Allenatori    | Mario Fioretti |                 |           |

| Udine 22 marzo 2026 23ª giornata           | Amici Pall. Udinese | –             | Trapani Shark | PalaCarnera |
| Adriano Vertemati Allenatori Jasmin Repeša |                     |               |               |             |
|                                            |                     |               |               |             |
| Adriano Vertemati                          | Allenatori          | Jasmin Repeša |               |             |

| Trapani 29 marzo 2026 24ª giornata      | Trapani Shark | –              | Virtus Bologna | PalaShark |
| Jasmin Repeša Allenatori Duško Ivanovic |               |                |                |           |
|                                         |               |                |                |           |
| Jasmin Repeša                           | Allenatori    | Duško Ivanovic |                |           |

| Trento 4 aprile 2026 25ª giornata       | Aquila Trento | –             | Trapani Shark | PalaTrento |
| Paolo Galbiati Allenatori Jasmin Repeša |               |               |               |            |
|                                         |               |               |               |            |
| Paolo Galbiati                          | Allenatori    | Jasmin Repeša |               |            |

| Trapani 12 aprile 2026 26ª giornata     | Trapani Shark | –              | Olimpia Milano | PalaShark |
| Jasmin Repeša Allenatori Ettore Messina |               |                |                |           |
|                                         |               |                |                |           |
| Jasmin Repeša                           | Allenatori    | Ettore Messina |                |           |

| Cremona 19 aprile 2026 27ª giornata       | Vanoli Cremona | –             | Trapani Shark | PalaRadi |
| Pierluigi Brotto Allenatori Jasmin Repeša |                |               |               |          |
|                                           |                |               |               |          |
| Pierluigi Brotto                          | Allenatori     | Jasmin Repeša |               |          |

| Trapani 26 aprile 2026 28ª giornata      | Trapani Shark | –               | Dinamo Sassari | PalaShark |
| Jasmin Repeša Allenatori Massimo Bulleri |               |                 |                |           |
|                                          |               |                 |                |           |
| Jasmin Repeša                            | Allenatori    | Massimo Bulleri |                |           |

| Varese 3 maggio 2024 29ª giornata          | Pall. Varese | –             | Trapani Shark | Palasport Lino Oldrini |
| Iōannīs Kastritīs Allenatori Jasmin Repeša |              |               |               |                        |
|                                            |              |               |               |                        |
| Iōannīs Kastritīs                          | Allenatori   | Jasmin Repeša |               |                        |

| Trapani 10 maggio 2026 30ª giornata     | Trapani Shark | –              | Pall. Cantù | PalaShark |
| Jasmin Repeša Allenatori Nicola Brienza |               |                |             |           |
|                                         |               |                |             |           |
| Jasmin Repeša                           | Allenatori    | Nicola Brienza |             |           |

### Basketball Champions League

#### Stagione regolare

##### Girone di andata
| Trapani 8 ottobre 2025, ore 20:30 1ª giornata | Trapani Shark | –              | Canarias Tenerife | PalaShark |
| Jasmin Repeša Allenatori Txus Vidorreta       |               |                |                   |           |
|                                               |               |                |                   |           |
| Jasmin Repeša                                 | Allenatori    | Txus Vidorreta |                   |           |

| Trapani 14 ottobre 2025, ore 20:30 2ª giornata | Trapani Shark | –         | Tofaş Bursa | PalaShark |
| Jasmin Repeša Allenatori Orhun Ene             |               |           |             |           |
|                                                |               |           |             |           |
| Jasmin Repeša                                  | Allenatori    | Orhun Ene |             |           |

| Herzliya 28 ottobre 2025, ore 18:30 3ª giornata | Bnei Herzliya | –             | Trapani Shark | HaYovel Herzliya |
| Oren Aharoni Allenatori Jasmin Repeša           |               |               |               |                  |
|                                                 |               |               |               |                  |
| Oren Aharoni                                    | Allenatori    | Jasmin Repeša |               |                  |

##### Girone di ritorno
| Trapani 11 novembre 2025, ore 20:30 4ª giornata | Trapani Shark | –            | Bnei Herzliya | PalaShark |
| Jasmin Repeša Allenatori Oren Aharoni           |               |              |               |           |
|                                                 |               |              |               |           |
| Jasmin Repeša                                   | Allenatori    | Oren Aharoni |               |           |

| San Cristóbal de La Laguna 10 dicembre 2025, ore 20:00 5ª giornata | Canarias Tenerife | –             | Trapani Shark | Pabellón Insular Santiago Martín |
| Txus Vidorreta Allenatori Jasmin Repeša                            |                   |               |               |                                  |
|                                                                    |                   |               |               |                                  |
| Txus Vidorreta                                                     | Allenatori        | Jasmin Repeša |               |                                  |

| Bursa 18 dicembre 2025, ore 18:30 6ª giornata | Tofaş Bursa | –             | Trapani Shark | Bursa Atatürk Spor Salonu |
| Orhun Ene Allenatori Jasmin Repeša            |             |               |               |                           |
|                                               |             |               |               |                           |
| Orhun Ene                                     | Allenatori  | Jasmin Repeša |               |                           |